# Tamraugebergte
Het Tamraugebergte is een bergketen in het noorden van het Vogelkopschiereiland van de Indonesische provincie West-Papoea 120 km ten oosten van de stad Sorong. De hoogste bergtop is de Bon Irau (2420 meter boven de zeespiegel).

## Biodiversiteit
Het Tamrau- en Arfakgebergte is een zeer biodivers gebied en vormt onderdeel van de ecoregio "Montane Regenwouden van de Vogelkop".